# Marco Maciel

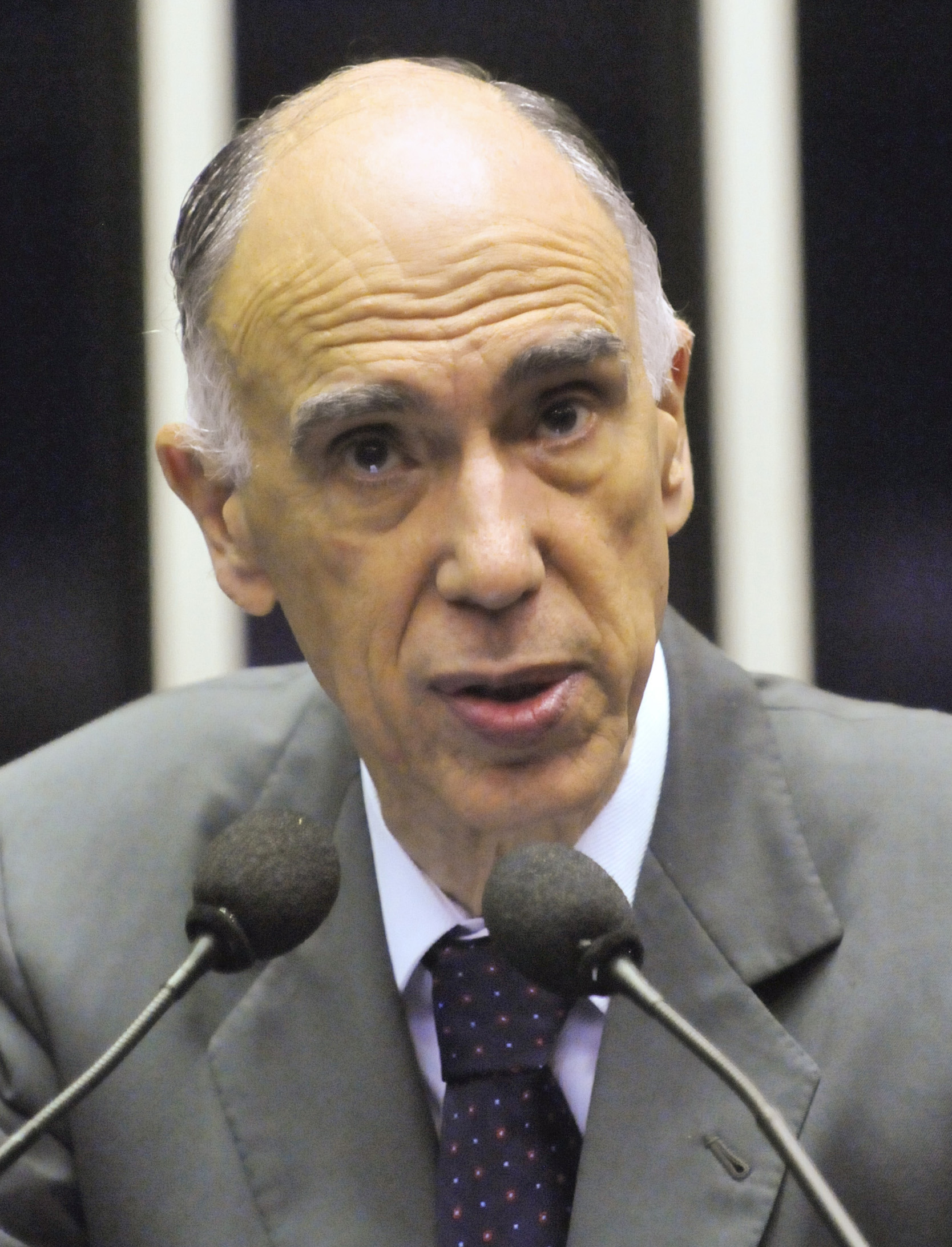
Marco Maciel, 2010

Marco Antônio de Oliveira Maciel (* 21. Juli 1940 in Recife; † 12. Juni 2021 in Brasília) war ein brasilianischer Politiker. Er war von 1995 bis 2002 Vizepräsident Brasiliens, von 2003 bis 2011 brasilianischer Bundessenator für Pernambuco und von 1985 bis 1986 Minister für Erziehung (Ministério da Educação) in der Regierung von José Sarney.

## Leben
Marco Maciel war der Sohn von José do Rego Maciel, Bundesabgeordneter für Pernambuco von 1955 bis 1959, und Carmem Sílvia Cavalcanti de Oliveira Maciel. 1963 schloss er ein Studium der Rechtswissenschaften an der Faculdade de Direito der Universidade Federal de Pernambuco ab. Er war mit Ana Maria Ferreira Maciel verheiratet, mit der er drei Söhne hatte.
2014 wurde bei ihm Alzheimer diagnostiziert. Im März 2021 erkrankte er an COVID-19. Nach der Entlassung aus dem Krankenhaus und häuslicher Behandlung wurde er erneut ins Krankenhaus eingeliefert und starb am 12. Juni 2021 im Alter von 80 Jahren an Komplikationen der Corona-Infektion.

## Tabellarische Politikerlaufbahn
- 1. Februar 1967 bis 1. Februar 1971: Abgeordneter in der Legislativversammlung von Pernambuco
- 1. Februar 1971 bis 1. Februar 1979: Bundesabgeordneter für Pernambuco in der Abgeordnetenkammer des Nationalkongresses
- 2. Februar 1977 bis 31. Januar 1979: 34. Präsident der Abgeordnetenkammer Brasiliens
- 15. März 1979 bis 15. Mai 1982: 45. Gouverneur von Pernambuco
- 1. Februar 1983 bis 1. Januar 1995: erstes Mandat als Bundessenator für Pernambuco
- 15. März 1985 bis 14. Februar 1986: Erziehungsminister
- 14. Februar 1986 bis 30. April 1987: 30. Kabinettschef Brasiliens
- 1. Januar 1995 bis 1. Januar 2003: 22. Vizepräsident Brasiliens
- 1. Februar 2003 bis 1. Februar 2011: zweites Mandat als Bundessenator für Pernambuco

## Auszeichnungen
Marco Maciel war der achte Inhaber des Sitzes Nr. 39 der Academia Brasileira de Letras. Er wurde 2003 als Nachfolger von Roberto Marinho in die Academia Brasileira de Letras gewählt.

## Werke
Marco Maciels in Brasilien veröffentlichte Bücher behandeln politische Themen meist liberalen Inhalts.
- Educação e Liberalismo
- Liberalismo e Justiça Social
- Idéias Liberais e Realidade Brasileira
- Tempos de Mundialização
- Reformas e Governabilidade
- Palavras, ações, obras
- Política das Ideias